# Partido de la Reconstrucción del Orden Nacional
El Partido de la Reconstrucción del Orden Nacional (Partido da Reedificação da Ordem Nacional) (PRONA) fue un partido político conservador y nacionalista de Brasil. Su código electoral era 56 y sus colores eran el verde y el amarillo. Fue fundada en 1989 por diputado federal Enéas Carneiro.
Oficialmente el partido exalzaba el patriotismo y se proclamaba independiente de las corrientes políticas tradicionales. Era un partido conocido por sus posiciones polémicas, como defender el uso de la energía nuclear con fines bélicos, es decir, defendían que Brasil dispusiera en un futuro de bombas atómicas.
El récord electoral del partido llegó en las elecciones presidenciales del 1994, cuando su candidato presidencial, Enéas consiguió la tercera plaza con un fuerte discurso nacionalista.
Los malos resultados en las elecciones del 2006 hicieron que el partido no superara la cláusula de barrera. Para evitar desaparecer junto al Partido Liberal fundó el Partido de la República.

## Resultados electorales

### Elecciones presidenciales
|  | 0.50 % |

|  | 7.38 % |

|  | 2.14 % |